# 캐런 카니
캐런 줄리아 카니(영어: Karen Julia Carney, 1987년 8월 1일 ~ )는 잉글랜드의 전직 여자 축구 선수로 선수 시절 포지션은 윙어였다.

## 클럽 경력
캐런 카니는 11세 시절이던 1998년에 버밍엄 시티에 입단하면서 선수 생활을 시작했다. 14세 시절이던 2001년에 열린 풀럼과의 경기에 출전하면서 FA 여자 프리미어리그 내셔널 디비전 무대에 데뷔했다.
2006년 7월 13일에 아스널로 이적했고 2006-07 시즌에서는 아스널의 FA 여자 프리미어리그 우승, FA 여자컵 우승, FA 위민스 프리미어리그컵, UEFA 여자컵(현재의 UEFA 여자 챔피언스리그) 우승에 기여했다. 2006년부터 2009년까지 아스널 소속으로 활약하던 동안에는 리그 54경기(2006-07 시즌 21경기, 2007-08 시즌 20경기, 2008-09 시즌 13경기)에 출전하여 28골(2006-07 시즌 10골, 2007-08 시즌 10골, 2008-09 시즌 8골)을 기록했고 리그, 컵 대회, 리그컵, UEFA 여자 챔피언스리그에서는 전체 91경기(2006-07 시즌 36경기, 2007-08 시즌 34경기, 2008-09 시즌 21경기)에 출전하여 42골(2006-07 시즌 13골, 2007-08 시즌 17골, 2008-09 시즌 12골)을 기록했다.
2008년 9월 24일에는 미국 여자 프로 축구(WPS) 인터내셔널 드래프트 3라운드에서 19번째로 시카고 레드 스타스에 지명되었다. 2009년 1월 27일을 기해 시카고 레드 스타스로 이적했는데 아스널에서 코치를 역임했던 에마 헤이스가 시카고 레드 스타스의 감독으로 임명되어 주목을 받기도 했다. 2011년에 버밍엄 시티로 복귀했고 2012년에는 버밍엄 시티의 FA 여자컵 우승에 기여했다. 2014년 10월에는 2014년 7월에 열린 브리스틀 아카데미(현재의 브리스틀 시티)와의 경기에서 브리스틀 아카데미 소속으로 뛰고 있던 스페인의 여자 축구 선수인 나탈리아 파블로스에게 욕설을 한 사실이 문제가 되어 잉글랜드 축구 협회로부터 1경기 출전 정지 처분을 받기도 했다. 2015년 3월에는 여자 축구 선수로는 처음으로 버밍엄 시티 명예의 전당에 이름을 올렸다.
2015년 12월에는 첼시와 2년 계약을 체결했는데 첼시의 에마 헤이스 감독은 캐런 카니를 "세계 정상급 여자 축구 선수"라고 평가하기도 했다. 2017-18 시즌에서는 첼시의 FA 여자 슈퍼리그 우승, FA 여자컵 우승에 기여했다. 2018년 10월에는 피오렌티나와의 UEFA 여자 챔피언스리그 경기에서 페널티킥을 성공시키면서 첼시의 1-0 승리에 기여했는데 인터넷에서 성 차별적인 공격을 받기도 했다.

## 국가대표 경력
캐런 카니는 2005년 2월 17일에 열린 이탈리아와의 친선 경기에 교체 출전하면서 잉글랜드 여자 축구 국가대표팀 선수로 데뷔했다. 잉글랜드는 해당 경기에서 4-1 승리를 기록했고 캐런 카니는 해당 경기에서 자신의 국가대표팀 첫 골을 기록했다. 캐런 카니는 잉글랜드 여자 축구 국가대표팀 감독을 역임하고 있던 호프 파월로부터 국가대표팀 선수로 발탁된 가장 젊은 선수였다. 잉글랜드에서 개최된 UEFA 여자 유로 2005에서는 핀란드와의 조별 예선 경기에서 후반전 추가 시간에 결승골을 기록하여 잉글랜드의 3-2 승리를 안겨주면서 언론의 주목을 받았다.
2005년과 2006년에는 잉글랜드 축구 협회로부터 올해의 여자 청소년 축구 선수로 선정되었고 중국에서 개최된 2007년 FIFA 여자 월드컵, 핀란드에서 개최된 UEFA 여자 유로 2009, 독일에서 개최된 2011년 FIFA 여자 월드컵, 스웨덴에서 개최된 UEFA 여자 유로 2013에 참가했다. 호프 파월 감독은 네덜란드와의 UEFA 여자 유로 2009 준결승전 경기에서 제시카 클라크의 페이스와 에너지를 활용하여 네덜란드의 풀백을 지치도록 만들었고 교체 출전한 캐런 카니에게 결정적인 효과를 안겨주면서 잉글랜드의 2-1 승리에 기여했다. 잉글랜드는 UEFA 여자 유로 2009 결승전 경기에서 독일에 2-6으로 패배하면서 준우승을 차지하게 된다.
캐런 카니는 2012년 런던 하계 올림픽에서 영국 여자 축구 국가대표팀 선수로 참가했는데 영국은 캐나다와의 8강전 경기에서 0-2로 패배하면서 탈락하고 만다. 캐런 카니는 2014년 11월 23일에 열린 독일과의 친선 경기에서 A매치 100경기 출전 기록을 수립했는데 잉글랜드는 해당 경기에서 독일에 0-3으로 패배하고 만다. 이 기록은 잉글랜드 여자 축구 국가대표팀 선수로는 통산 4번째에 해당하는 A매치 100경기 출전 기록이다.
2015년에는 마크 샘프슨 잉글랜드 여자 축구 국가대표팀 감독으로부터 캐나다에서 개최된 2015년 FIFA 여자 월드컵에 참가한 잉글랜드 여자 축구 국가대표팀 명단에 포함되었다. 캐런 카니는 멕시코와의 조별 예선 경기(잉글랜드는 멕시코에 2-1 승리를 기록함)에서 1골, 콜롬비아와의 조별 예선 경기(잉글랜드는 콜롬비아에 2-1 승리를 기록함)에서 1골을 기록했고 잉글랜드는 해당 대회에서 3위를 차지하여 역대 최고 성적을 수립했다.
2017년에는 잉글랜드의 여자 축구에 헌신한 공로를 인정받아 영국 왕실로부터 새해를 맞이하기 위한 차원에서 대영 제국 훈장을 받았고 네덜란드에서 개최된 UEFA 여자 유로 2017에 참가했다. 캐런 카니는 프랑스에서 개최된 2019년 FIFA 여자 월드컵을 끝으로 국가대표팀에서 은퇴했는데 잉글랜드는 스웨덴과의 2019년 FIFA 여자 월드컵 3·4위전 경기에서 1-2로 패배하면서 4위를 차지하게 된다.

## 수상

### 클럽
버밍엄 시티
- FA 여자컵 1회 우승 (2012)

아스널
- FA 여자 프리미어리그 내셔널 디비전 3회 우승 (2005-06, 2006-07, 2007-08)
- FA 여자컵 3회 우승 (2005-06, 2006-07, 2007-08)
- FA 여자 프리미어리그컵 1회 우승 (2006-07)
- FA 여자 커뮤니티 실드 1회 우승 (2005-06)
- UEFA 여자 챔피언스리그 1회 우승 (2006-07)

첼시
- FA 여자 슈퍼리그 1회 우승 (2017-18)
- FA 여자컵 1회 우승 (2017-18)

### 국가대표
- 2009년 키프로스컵 우승
- UEFA 여자 유로 2009 준우승
- 2013년 키프로스컵 우승
- 2015년 키프로스컵 우승
- 2015년 FIFA 여자 월드컵 3위
- 2019년 시빌리브스컵 우승

### 개인
- 버밍엄 시티 명예의 전당 등록